# Sumu-El

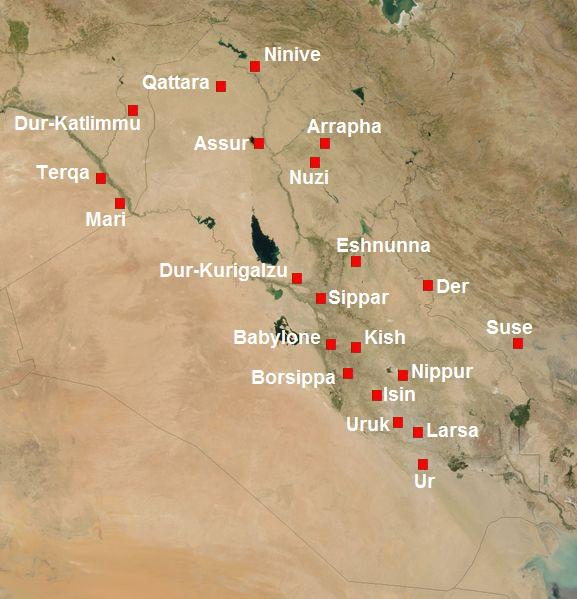
Mapa południowej Mezopotamii w II tys. p.n.e.

Sumu-El – król Larsy panujący w latach 1894–1866 p.n.e. Kontynuował politykę ekspansji terytorialnej swego ojca Abi-sare. Zdobył Kisz, Kazallum oraz Nippur. Był też jedynym władcą Larsy, który został deifikowany
Jego następcą został Nur-Adad.